# Chuột lang Brasil
Chuột lang Brasil (danh pháp khoa học: Cavia aperea) là một loài chuột thuộc chi Chuột lang, họ Chuột lang ở Nam Mỹ. Nó được tìm thấy ở Argentina, Brasil, Colombia, Ecuador, Paraguay và Uruguay. Chuột lang Brasil đã giao phối thành công với chuột lang nhà Cavia porcellus, dù nhiều con cái trở nên vô sinh trong các thế hệ sau.

## Phân loài
- Cavia aperea aperea
- Cavia aperea guianae (Venezuela, Guyana)
- Cavia aperea anolaimae (Bogotá)
- Cavia aperea nana (Bolivia)
- Cavia aperea resida (São Paulo)
- Cavia aperea festina (Peru)
- Cavia aperea hypoleuca (Paraguay)
- Cavia aperea pamparum (Argentina và Uruguay)
- Cavia aperea sodalis (Bolivia)
- Cavia aperea osgoodi (Peru)

## Hình ảnh

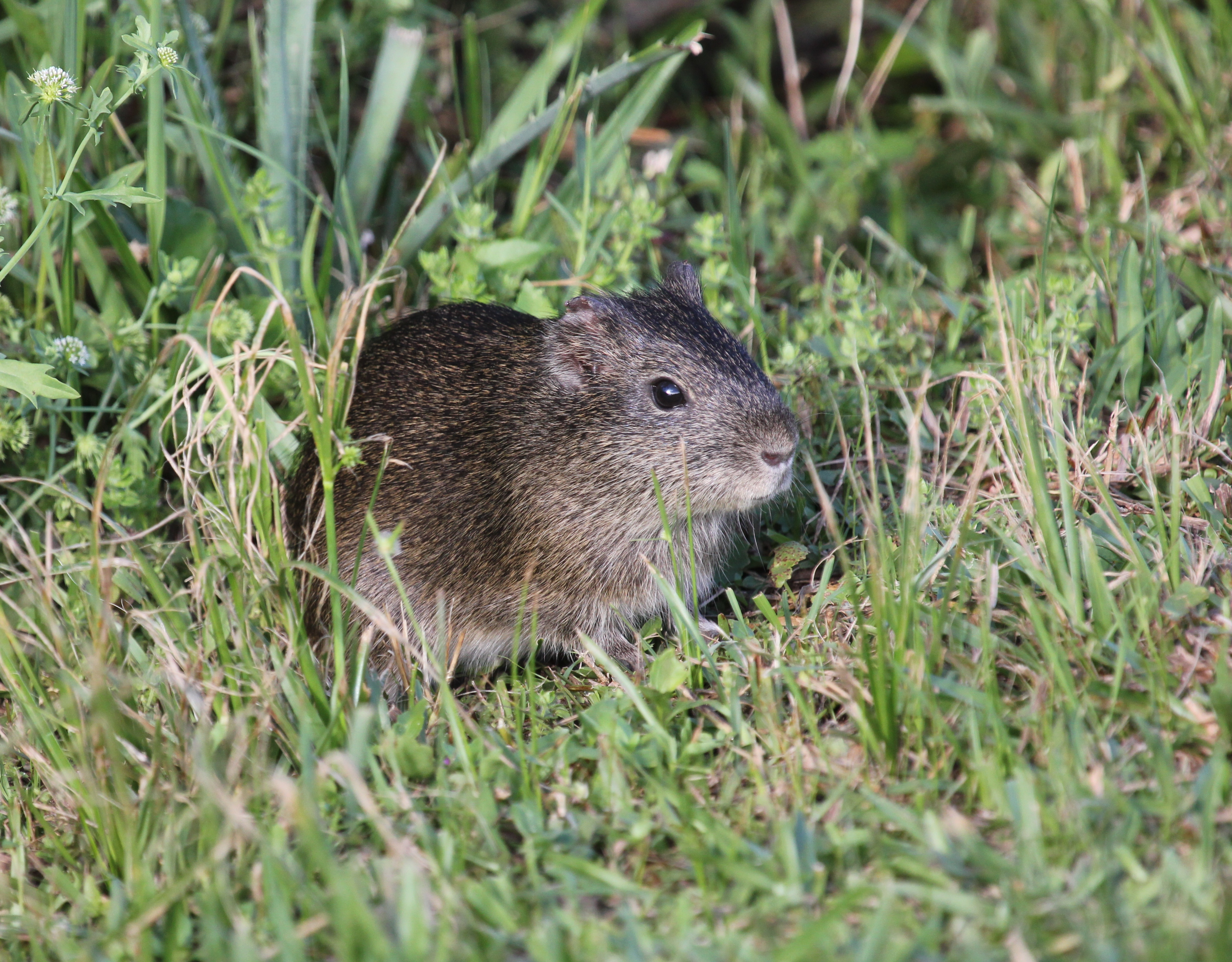
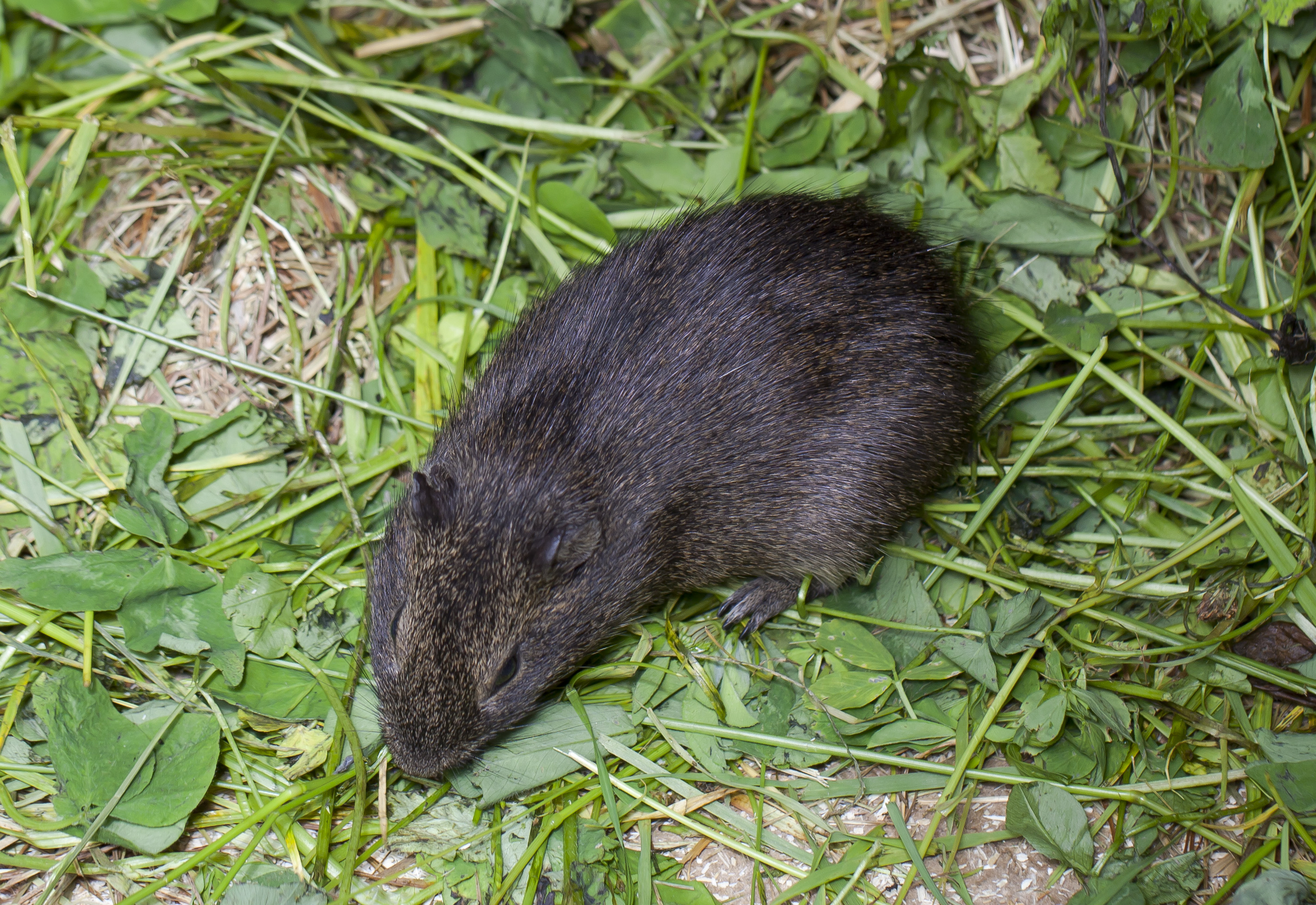
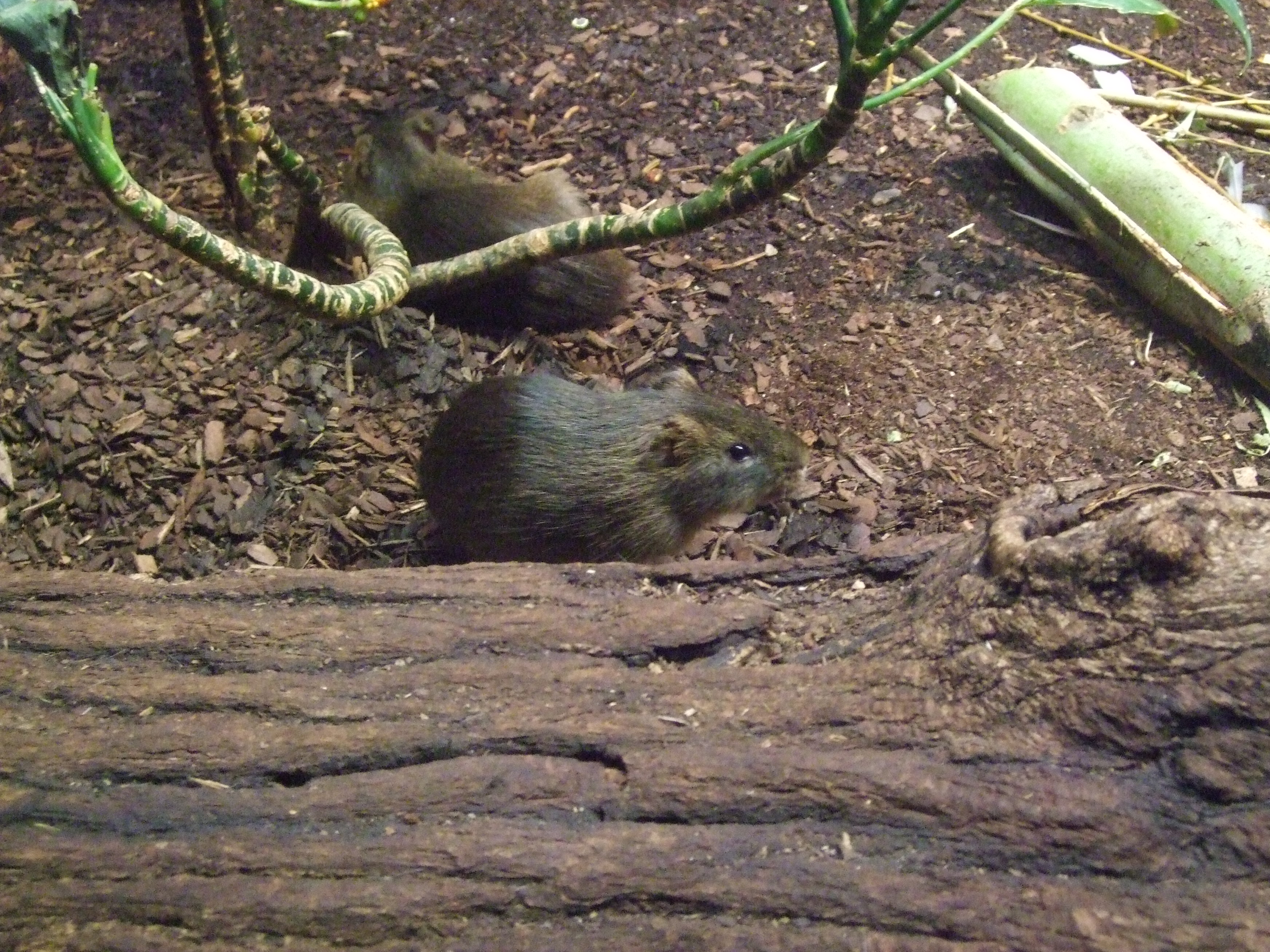